# Ensoniq

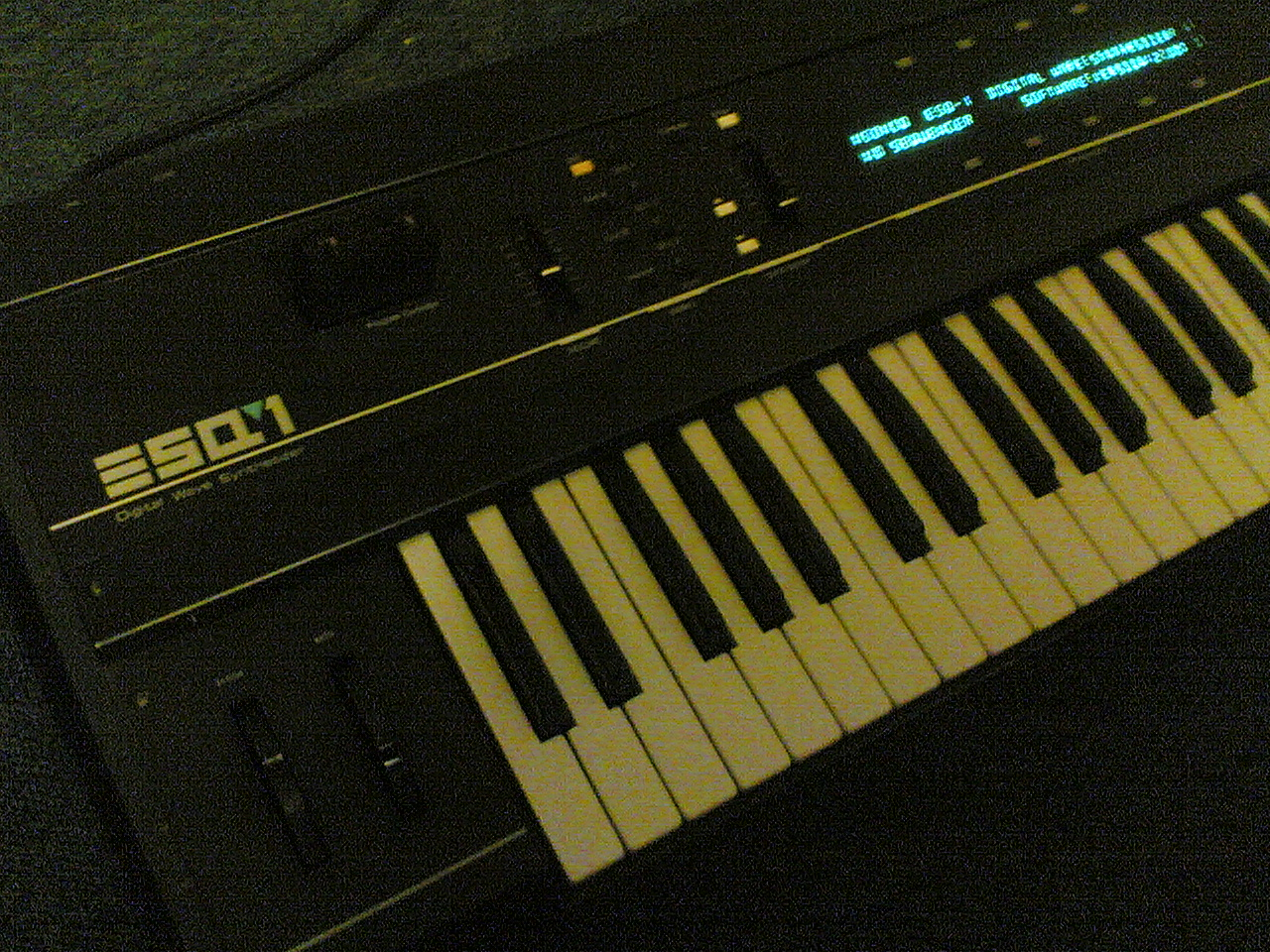
Vue partielle de l'ESQ1

Ensoniq Corp. était un constructeur américain d'électronique fondé en 1982, connu pour ses échantillonneurs et ses synthétiseurs commercialisés dans les années 80 et 90.

## Historique
En 1982, Bruce Crockett, Albert Charpentier et Robert "Bob" Yannes quittent le fabricant d'ordinateurs Commodore afin de créer leur propre société d'informatique, Peripheral visions. Mais peu après la fondation de leur entreprise, le marché de la micro-informatique devient très difficile pour les petites sociétés. Ils essaient donc de trouver un nouveau créneau où appliquer leurs connaissances et leur savoir-faire : ce sera la musique électronique.
Au départ, ils essaient d'associer informatique et musique : ils créent un logiciel de boite à rythme, puis sont engagés par leur ancienne société pour créer une puce chargée de gérer la partie sonore du micro-ordinateur Commodore 64, le fameux SID, encore utilisé aujourd'hui sous différentes formes : émulateurs, cartes pour PC (HardSID), synthétiseurs à part entière (SidStation, HyperSID).
Les dirigeants, ayant eu le temps d'analyser les échecs récents des fabricants américains de synthétiseurs et le succès des firmes japonaises, décident de viser un marché de masse. Ensoniq évite donc le marché de niche des machines haut-de-gamme, difficilement viable à long terme. Cela ne les empêchera pas de créer des instruments de grande qualité. 
La société se lance dans la production d'un échantillonneur, le Mirage, qui sortira en 1984. Il va connaître un grand succès car c'est le premier échantillonneur disponible à un prix raisonnable, 1500 $, les échantillonneurs concurrents étant vendus plus de 8000 $. 1985 est alors la première année de profit pour Ensoniq.
En 1986 la société frappe un grand coup en sortant l'ESQ 1, un synthétiseur utilisant la technique des tables d'ondes, révolutionnaire à l'époque.
Après le SQ-80, en 1988, la firme sort la série VFX, un synthétiseur doté de très nombreuses possibilités de programmation, d'un processeur d'effet puissant, d'un séquenceur et d'un lecteur de disquette 3.5" dans sa version SD. Il connaitra un grand succès.
Au début des années 90, Ensoniq renouvelle ses modèles en sortant le SD1, successeur direct du VFX et les SQ1 et 2. Ensoniq franchit un nouveau cap en sortant, en 1993, les TS-10 et 12. Les modèles suivants seront le KS32, les KT et les MR.
Dans les années qui suivent, l'absence de modèles à bas prix, comme le Mirage en son temps, de versions rack, finissent par positionner Ensoniq dans le haut de gamme, contrairement à la stratégie définie à la création de la société.
Les machines Ensoniq, malgré toutes leurs qualités techniques et sonores, souffrent aussi d'une fiabilité douteuse, particulièrement les modèles de la gamme EPS et VFX qui plantent régulièrement à cause d'un mauvais contact dans un connecteur du clavier. Ce problème, apparemment trivial, n'est corrigé que tardivement, ce qui ternit l'image de la marque auprès des musiciens.
Alors que de nouvelles technologies apparaissent, comme la modélisation physique, Ensoniq n'arrive plus vraiment à suivre le marché et se contente de sortir des produits basés sur d'anciens concepts. L'arrivée d'un arpégiateur et d'un filtre résonnant sur les derniers produits comme le synthétiseur MR, très vendeurs car très prisés dans le monde de la musique électronique et techno, arrivent trop tard pour sauver la société.
En janvier 1998, Ensoniq Corp. est racheté par Creative Labs pour 77 millions de dollars. La fusion de Creative et d'E-mu scelle le sort de la marque.
Tristan Decamps du groupe de rock français Ange, utilisa pendant de longues années les modèles SD1 et TS10 de la marque.

## Liste des principaux produits
- 1985 - Ensoniq Mirage
- 1986 - Ensoniq ESQ-1
- 1988 - Ensoniq SQ-80
- 1988 - Ensoniq EPS
- 1988 - Ensoniq VFX
- 1990 - Ensoniq EPS 16 Plus
- 1990 - Ensoniq SD-1
- 1992 - Ensoniq KS-32
- 1992 - Ensoniq ASR-10
- 1993 - Ensoniq TS 10
- 1993 - Ensoniq DP/4
- 1996 - Ensoniq MR61
- 1997 - Ensoniq ASR X
- 1998 - Ensoniq Fizmo
- 1998 - Ensoniq ZR-76
- 1998 - Ensoniq ASR X Pro
- 1998 - Ensoniq PARIS Digital Audio Workstation
- 2002 - Ensoniq Halo (produit Creative Labs utilisant le nom Ensoniq)

## Sources
- How a Pennsylvania company makes the sweet sounds of innovation - Ensoniq Corp
- Ensoniq VFX Home Page - The keyboard problem

1. ↑  National Software Reference Library (organisation).